# Инге, Юрий Алексеевич
Ю́рий Алексе́евич И́нге (1905, Стрельна, Российская империя — 1941) — советский прозаик, поэт, военный моряк, журналист, историк. Сотрудник газеты «Красный Балтийский флот» в Таллине. Отец генетика академика Сергея Инге-Вечтомова.

## Биография
Родился в семье моряка в Стрельне, под Санкт-Петербургом. Перемена в родословной, как он писал в «Комментариях к метрике», оказалась серьёзной травмой: в связи с началом Первой мировой войны с Германией мальчика исключили из гимназии как немца и, более того, он пережил вторичное крещение. Так из Эриха он превратился в Юрия, и даже отцу пришлось именоваться не Альфредом Виллиевичем, а Алексеем Васильевичем. Как память о первом имени, в подписи поэта первая буква «Ю» похожа на «Э». После ранней смерти отца Юрий остался единственным кормильцем для матери, брата Виктора и сестры Нины. Дед его был лоцманом и был награждён несколькими медалями «За спасение кораблей»
Учился в Симферополе, где семья жила одно время, в Частной мужской гимназии Волошенко у Константина Тренёва. Прервав обучение в гимназии после пятого класса, сначала устроился рассыльным в пекарню, затем работал на заводе «Красный треугольник» (чернорабочим, лифтёром грузового лифта, позже получил специальность резинщика). Там же начал писать стихи. Печататься начал в 1927 году, тогда же вошёл в литературную группу журнала «Резец», после 1939 года превратившемся в журнал «Ленинград». 1927 годом датированы строки «Если сердце у Нарвских ворот, / Так и песню снесу в мастерскую…» По словам Всеволода Азарова, Инге вступал в поэзию вместе с Семеном Бытовым, Михаилом Троицким, Александром Прокофьевым, Николаем Тихоновым. Вскоре стал секретарем литературного объединения «Резца», о котором его жена Елена Вечтомова сказала, что это единственное литобъединение, имеющее историю. Виссарион Саянов писал: «Однажды Дм. Лаврухин познакомил меня с молодым парнем, и я с удивлением узнал, что это и есть Инге, которого считал моряком. Было что-то скандинавское в его обветренном лице. Стоило в разговоре коснуться волнующих его тем, и он находчиво и зло высмеивал плохое, неоправданное в литературе и жизни».
Вынужден был уйти с завода «Красный треугольник» в 23 года из-за инвалидности.
Много путешествовал. Отправляясь в 1932 году редактировать газету в Ткварчели (где на память о нём названа улица Юрия Инге, так же как в Кронштадте и Симферополе), штудировал историю Абхазии, изданную в Тифлисе в 1925 году. В 1931 году вышла первая книга, получившая название «Эпоха». Основной период творчества поэта пришёлся на 1930-е годы: до войны вышли сборники «Эпоха», «Точка опоры», «Биография большевика» (два издания) (первая поэма о Васе Алексееве), «Сердца друзей», «Город на Балтике».
В первый день Великой Отечественной войны находился на минном заградителе «Марти». Существует легенда, что за несколько часов он написал поэму «Война началась». Эту поэму читали по Ленинградскому радио уже 22 июня 1941, сразу после правительственного сообщения о начале войны. На самом деле, он написал её за несколько недель до отъезда из Ленинграда к месту службы, по просьбе работников радио, ощущавших напряжённость обстановки, угрозу войны.
Работал в разных областях. В геологической партии Урала участвовал в поисках места для будущей Камской ГЭС, в горах Кавказа, на озере Селигер, в пустыне, на Балхаше,… журнал «Резец», работал в газете «Красный Балтийский флот» в Таллине, в газете Ткварчелстроя, в газете соединения бригады торпедных катеров «Атака» работал на заводе «Красный треугольник», работал в шахте. В детстве играл в струнном оркестре и драмкружке Дома культуры. Участвовал в создании сатирических плакатов «Бьём!» совместно с Азаровым, с рисунками Л. Самойлова. 

Во время аттестации получил звание майора. Добившись переаттестации, стал офицером флота.
28 августа 1941 года во время перехода эскадры кораблей Краснознамённого Балтийского флота из Таллина в Кронштадт погиб, находясь вместе с редакцией газеты «КБФ» на корабле «Кришьянис Вальдемарс». «И счастлив я тем, что прочтут моё имя / Средь выцветших строк „боевого листка“…» Эти пророческие строки Инге оказались в «Боевом листке» в день взятия Рейхстага.
Имя Юрия Инге значилось в списке заочно приговорённых к смерти ненавидевшими его гитлеровцами. После освобождения Таллина были обнаружены соответствующие документы гестапо.
Посмертно награждён медалью «За оборону Ленинграда».

### Семья
Жена — русская советская поэтесса и прозаик, журналист Е. А. Вечтомова.
Сын — академик, генетик Сергей Инге-Вечтомов.
Внучка — Мария Инге-Вечтомова, куратор стрельнинского музея Ю. Инге

## Память
- Улица в Кронштадте, улица в Симферополе, улица в Ткварчели (Республика Абхазия).
- Сквер, библиотека и музей в Стрельне[12].
- На мемориальной доске, установленной в Доме писателей им. В. В. Маяковского на улице Воинова (теперь Шпалерная) и открытой Ильёй Авраменко, вместе с увековеченными именами 62 погибших во время Великой Отечественной войны писателей значилось имя Юрия Инге. Теперь, с утратой для писателей старинного здания Дома писателей мемориальные доски восстановлены в помещении Союза писателей на Звенигородской[13].
- В рамках празднования 60-летия Победы в Санкт-Петербурге были проведены праздники улиц, названных именами Героев Советского Союза. В Кронштадте таких улиц нет, ввиду чего торжества провели на улицах, названных именами поэтов-балтийцев Алексея Лебедева и Юрия Инге, а также драматурга Всеволода Вишневского. Праздник на улице Инге состоялся 6 мая, к этому событию в Кронштадт приехали три поколения семьи Инге. Была восстановлена мемориальная доска с надписью золотыми буквами:«Инге Юрий Алексеевич. 1905—1941. Поэт и моряк. Он воспевал море и погиб в море во время героического перехода наших кораблей из Таллина на защиту Ленинграда 28 августа 1941 года. Балтика была его жизнью. Родина его не забудет»[14].

Памятную доску открыли глава администрации Кронштадта Виктор Леонидович Суриков и сын Юрия Инге — Сергей Георгиевич Инге-Вечтомов.
- Благодаря усилиям заведующей библиотекой им. Ю. Инге Нины Ивановны Симоновой, а также внучки поэта Марии Сергеевны Инге-Вечтомовой, стало возможным проведение в литературном музее в библиотеке не только вечеров памяти поэта, но и постоянных встреч читателей с современными поэтами и деятелями культуры. При поддержке издательства Союза писателей России «АССПИН» (директор Андрей Романов) библиотека стала регулярно пополняться книгами современных авторов. В 2005 году, к столетнему юбилею Ю. Инге, в этом издательстве выпущена книга избранных стихов «Прошедшим дням последней данью». Премия имени Юрия Инге была учреждена активом ЛИТО «Радуга», которым руководила Елена Вечтомова в 1970—1980-х гг. С 2012 года проводится ежегодный Конкурс поэтов и публицистов имени Юрия Инге. Информационными партнёрами являются журналы «Второй Петербург» и «Невечерний свет/INFINITE». Среди лауреатов поэты Глеб Артханов и Анатолий Аврутин, режиссёр Крымской телекомпании Алексей Нусбаум (за фильм об улице Инге в Симферополе) и другие.
- Памятная доска на бывшем здании Симферопольской мужской гимназии Волошенко Осенью 2015 года в Симферополе на пересечении улиц Долгоруковской и Павленко состоялось торжественное открытие мемориальной доски в честь 110-летия Юрия Инге[15]. 13 декабря 2015 года в библиотеке им. Ю. Инге состоялась праздничная церемония в честь 110-летия со дня рождения поэта[16]. Традиция ежегодных встреч в Стрельне в настоящее время подкреплена организацией и проведением многочисленных выездных выступлений, целью которых является изучение Таллинского перехода, военно-исторического наследия России.

## Адреса
- Некоторое время проживал в Дибунах на съёмной даче.
- 1931 г. — Подольская ул., д. 16. Комнату Инге получил по распоряжению С. М. Кирова
- С июня 1935 г. — набережная канала Грибоедова, д. 9.

## Книги
- Эпоха. — М.—Л.: Гослитиздат, 1931
- Биография большевика: Поэма. — М.—Л., Молодая гвардия, тип. «Печатный двор» в Лгр., 1932.
- Биография большевика: Поэма / Рис. худ. Самохвалова. Обл. худ. Свиненко. — /Л./: Леноблиздат, тип. им. Володарского, 1933.
- Точка опоры. — Л.: Изд-во писателей в Ленинграде, 1934.
- Сердца друзей. Ред. В. Рождественский. — Л.: Художественная литература, 1939.
- Город на Балтике. — Л.: Советский писатель, 1940. — 68 с.

## Посмертные издания стихов
- Балтийские стихи / Ред. А. Жаров. — Л.: Военмориздат, 1942.
- Вахтенный журнал / Предисл. В. Азаров, А. Зонин, Е. Вечтомова, В. Вишневский. — М.: Советский писатель, 1944.
- Золотой век / Вступ. ст. В. Азаров. — Л.: Советский писатель, 1957.
- Корабельная сторона: Стихи. — М. Воениздат, 1957.
- Опять с тобой / Вступ. ст. Б. Кежун. — М.: Молодая гвардия, 1977.
- Перед рассветом / Вступ. ст. В. Орлов. — Л. Художественная литература, 1979.
- Стихотворения / Послесл. И. Алексахина. — Л.: Лениздат, 1982.
- Строфы века. Антология русской поэзии / Сост. Евгений Евтушенко. — М.: Полифакт, 1999. — (Итоги века. Взгляд из России). — ISBN 5-89356-006-X.
- Слава балтийцев / Сост. М. Инге-Вечтомова. — Кронштадт, 2005.
- Прошедшим дням последней данью: Избранные стихотворения / Сост., вступ. статья М. Инге-Вечтомовой. — СПб.: АССПИ, 2005. — 220 с. — ISBN 5-94158-084-3.
- Юрию Инге посвящается / Сост. Н. Симонова, ред. М. Инге-Вечтомова. — СПб.: АПИ, 2011. — ISBN 978-5-94158-150-4.
- Инге Ю., Вечтомова Е. «Счастью твоему и моему»: Стихотворения: к 115-летию со дня рождения Юрия Инге / Сост. М. С. Инге-Вечтомова, художник С. Опульс. — СПб.: НП «Память Таллинского прорыва», 2020.